# Kevin van Assauw
Kevin van Assauw (Tilburg, 1 januari 1988) is een voormalig Nederlandse voetballer die speelde voor FC Eindhoven. De verdediger kwam in de zomer van 2008 over van RKC Waalwijk, waar hij niet verder was gekomen dan het tweede elftal. Hij maakte zijn debuut in de openingswedstrijd van het seizoen 2008/2009 uit tegen FC Dordrecht.
Hierna speelde hij voor amateurclubs TSV Gudok en SC 't Zand.

## Carrière
| Seizoen | Club                          | Wedstrijden | Doelpunten | Competitie     |
| ------- | ----------------------------- | ----------- | ---------- | -------------- |
| 2008/09 | FC Eindhoven                  | 9           | 0          | Eerste divisie |
| 2009/10 | FC Eindhoven                  | 6           | 0          | Eerste divisie |
| Totaal  | Laatst bijgewerkt: 9 mei 2010 | 15          | 0          |                |